# San Fernando de Maspalomas

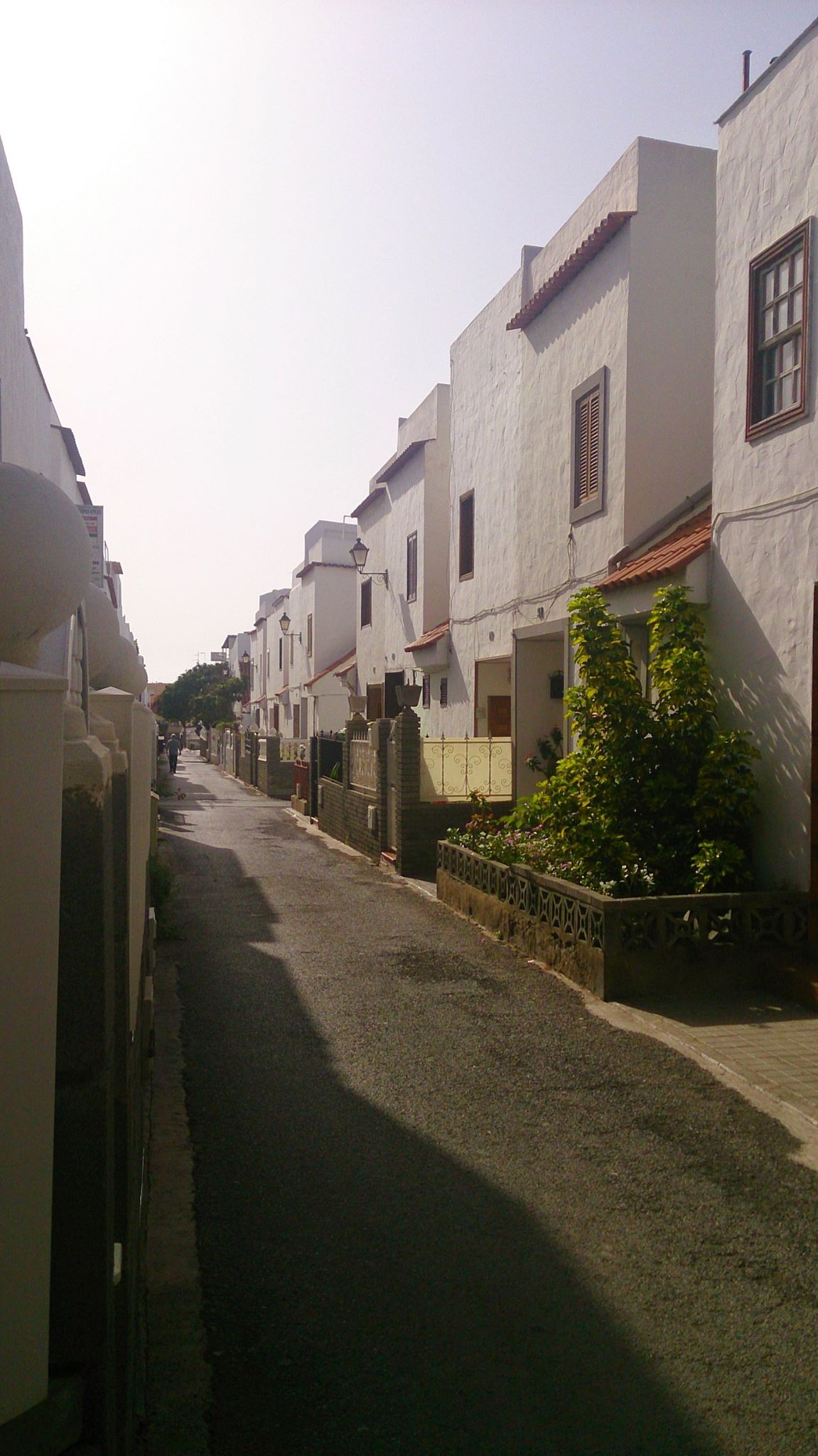
De pittoreska kvarteren i El Patronato.

San Fernando de Maspalomas är en nordlig del av Maspalomas, belägen några kilometer från Atlantens stränder. 
Området planerades ursprungligen för kanarier som skulle arbeta i turistbranschen, och har bibehållit en spansk snarare än turistisk prägel.
San Fernando är också, sedan 1982, namnet på församlingen för de bofasta katolikerna i Maspalomas.